# Больтендаль, Крис
Крис Болтендаль (нем. Chris Boltendahl, род. 2 января 1962, Гладбекк) — вокалист немецкой группы Grave Digger, фотограф и художник.

## Биография
Вместе с Питером Массоном и Филиппом Зайбелем Крис Болтендаль в юности сформировал немецкую метал-группу Grave Digger в Гладбекке. Изначально Болтендаль был не вокалистом, а басистом группы. Всего за несколько недель до заключения первого контракта на запись он был исключен из группы из-за внутренних разногласий, но вскоре вернулся, чтобы выступить в качестве вокалиста на первой пластинке под названием Heavy Metal Breakdown. С тех пор он оставался вокалистом группы на протяжении всего времени. Болтендаль был менеджером немецко-американской трэш-метал-группы The Company примерно в 1997 году.
Когда на рубеже тысячелетий между Больтендалем и тогдашним гитаристом Уве Лулисом разгорелся спор по поводу прав на использование названия группы, группа была на грани распада. Однако Лулис проиграл спор, и Больтендаль смог продолжить использовать название Grave Digger. Сегодня Болтендаль - единственный оставшийся участник-основатель группы.
В 2002 году он выпустил биографию группы Grave Digger. Die definitive Biografie.
Больтендаль называет Van Halen, Judas Priest, Motörhead и Accept группами, оказавшими на него наибольшее влияние.
Помимо работы музыкантом, он работал менеджером по связям с общественностью испанского звукозаписывающего лейбла Locomotive Records. Он также фотограф и художник.
К 30-летнему юбилею Доро Пеш на сцене Wacken Open Air в 2013 году он спел с ней песню «East meets West», а в 2011 году вместе с Удо Диркшнайдером спел песню «We are the Metalheads».
В 2023 году он сформировал коллектив Chris Boltendahl's Steelhammer и выпустил альбом Reborn in Flames.

## Дискография

### Grave Digger
| Год  | Наименования                              |
| ---- | ----------------------------------------- |
| 1984 | Heavy Metal Breakdown                     |
| 1985 | Witch Hunter                              |
| 1986 | War Games                                 |
| 1986 | Stronger Than Ever (под названием Digger) |
| 1993 | The Reaper                                |
| 1995 | Heart of Darkness                         |
| 1996 | Tunes of War                              |
| 1998 | Knights of the Cross                      |
| 1999 | Excalibur                                 |
| 2001 | The Grave Digger                          |
| 2003 | Rheingold                                 |
| 2005 | The Last Supper                           |
| 2007 | Liberty or Death                          |
| 2009 | Ballads of a Hangman                      |
| 2010 | The Clans Will Rise Again                 |
| 2012 | Clash of the Gods                         |
| 2014 | Return of the Reaper                      |
| 2015 | Exhumation — The Early Years              |
| 2017 | Healed By Metal                           |
| 2018 | The Living Dead                           |
| 2020 | Fields of Blood                           |
| 2022 | Symbol of Eternity                        |

### Другие проекты
| Год  | Группа                         | Наименование           |
| ---- | ------------------------------ | ---------------------- |
| 2020 | Chris Boltendahl's Steelhammer | Reborn in Flames       |
| 2021 | Hellryder                      | The Devil Is a Gambler |